# Franco Bezzi
Franco Bezzi (La Spezia, 10 luglio 1917 – Roma, 31 gennaio 2000) è stato un funzionario italiano, segretario generale della presidenza della Repubblica dal 1976 al 1978.

## Biografia
Nato a La Spezia nel 1917, conseguì la laurea in giurisprudenza e nel 1940 entrò in servizio come funzionario presso il Senato del Regno. Nel 1944 fu nominato segretario e nel 1951 divenne revisore capo alla Commissione finanze e tesoro. Assegnato nel 1955 all'Ufficio di segreteria e dell'archivio legislativo del Senato, ne venne nominato direttore nel 1957 e direttore generale nel 1961.
Dal 10 aprile 1965 al 19 giugno 1975 fu segretario generale del Senato della Repubblica. Il 24 luglio 1976 venne nominato segretario generale della Presidenza della Repubblica dal presidente Giovanni Leone, svolgendo l'incarico fino al 15 luglio 1978.
Venne insignito dell'onorificenza di cavaliere di gran croce al merito della Repubblica Italiana e fu consigliere di Stato fino alla sua messa a riposo nel 1987. Morì a Roma il 31 gennaio 2000.